# Vitalij Šachov
Vitalij Viktorovič Šachov (in russo Виталий Викторович Шахов?; Severny, 9 gennaio 1991) è un calciatore russo, difensore svincolato.